# Ellobius alaicus
Ellobius alaicus är en däggdjursart som beskrevs av Vorontsov et al. 1969. Ellobius alaicus ingår i släktet mullvadslämlar och familjen hamsterartade gnagare. IUCN kategoriserar arten globalt som otillräckligt studerad. Inga underarter finns listade i Catalogue of Life.
Arten når en kroppslängd (huvud och bål) av 110 till 132 mm, en svanslängd av 8 till 17 mm och en vikt av 42 till 64 g. Den har allmänt samma utseende som Ellobius tancrei. Pälsens grundfärg på ryggen är gulbrun och den blir gråaktig fram till sidorna och buken. Ellobius alaicus har ett mörkbrunt ansikte och övergången till bålens päls är stegvis. Några exemplar har gulbruna kinder. Arten har en diploid kromosomuppsättning med 52 kromosomer (två mindre än Ellobius tancrei).
Denna gnagare förekommer i Alajbergen i Kirgizistan. Den har troligen samma habitat och beteende som andra mullvadslämlar.